# 大阪世界帆船まつり
大阪世界帆船まつり'83（おおさかせかいはんせんまつり'83、英語: OSAKA WORLD SAIL '83）は、1983年10月22日から同年11月1日まで、大阪21世紀計画のプロローグと大阪城築城400年まつりを記念して大阪港を舞台に行われたイベント（地方博覧会）である。

## 概要

### 企画
1980年当時の大阪市港湾局は大阪城築城400年まつりのメインイベントとして企画を練っていた際、オランダのアムステルダム帆船祭りを知り、これに注目した。
「水の都・大阪」のうってつけのイベント企画と位置づけ、綿密な調査の上で大型帆船を持つ約20カ国に参加要請するも返事はどこも否定的だった。理由としては大航海を必要とする日本の地理的立地条件、何年先にも渡る帆船の航海スケジュールの大幅な変更への困難さがあった。しかし、各国を飛び回り粘り強く説得交渉した結果、チリ、コロンビア、インドネシア、メキシコ、ポーランド、ポルトガル、香港と6カ国1地域（香港は当時中国への返還前のイギリス統治下の1政庁）の各1隻の帆船の参加が決定した。こうして、中南米・東西ヨーロッパ・各アジア地域にまたがる日本側の3隻を加えた合計10隻のアジア初の大規模な国際帆船イベントがはじまる事となった。

### 開催
そして1983年10月22日、泉南沖に集結した帆船団はいったん阪南港沖に停泊して帆船のイルミネーションショーを行い明日の帆船パレードに備えた。パレードにあたっては過去30年間の当海域の気象データから厳密な日程スケジュールが組まれていたが、パレード前日の帆船歓迎記念ヨットレースは約500隻を集結させるも曇天の微風で、夜半から小雨がばらつくなど天候面で関係者を心配させた。しかし、パレード当日の23日には快晴の西風風速5メートルとこれまでにない帆船・ヨットなどの船舶にとって絶好のコンディションの天候となり、午前10:00よりホスト船ニューゆうとぴあの「みおつくしの鐘」の点鐘と共に日本丸を先頭に帆船パレードが開始された。
当時の大阪市長大島靖を始め、三笠宮寬仁親王、当時の運輸大臣長谷川峻の臨席のもとでオープニングセレモニーが開始され、約500隻のパレード伴走のヨット、警備・報道・見学関係などの約2000隻のモーターボートが各帆船に随伴し、阪南港沖から大阪港大関門、大阪港の各係留岸壁（桜島岸壁、安治川口・天保山岸壁、大阪港第一岸壁）まで全帆船がおおよそフルセイル（満帆）で午後の15:00までにパレードを完走した。パレード中の各水上ショー、パレード後の各陸上イベント、花火大会、帆船イルミネーションと各イベントもこの日開催されて約24万の観客を記録した。
翌日の10月24日、チリの帆船エスメラルダの船上にて大阪港・バルパライソ港姉妹港調印式が行われると同時に31日まで帆船の一般公開が行われた。そして、天保山イベントホールでの各国の民族舞踏会・芸能披露宴、各帆船のセイルドイル（操帆訓練）・船上結婚式、参加各国のナショナルデー、乗組員らのサッカー大会、北区中之島での各国帆船乗組員ら約500人の市内パレード、さらに市内百貨店の参加各国の文化物産展も開催された。その後、27日午後、帆船日本丸が大阪港を一番に出港し、11月1日午前、インドネシアのデワルチ・ポルトガルのサグレスの帆船2隻が最後に出港してイベントが終了した。
開催から終了までのおよそ11日間の短期間で全国から150万人もの人々を集めたともいわれ、この帆船イベントの成功はその後の国内での帆船イベントにも多くの影響を残した。また、海軍を持たない国家でのシビリアンレベルでの国際的な大規模帆船パレードの開催・運営は世界でも例を見ないユニークな祭典でもあった。

## 参加帆船
- 日本丸（日本）
- 海王丸（日本）
- シナーラ（日本）
- エスメラルダ（チリ）
- グロリア（コロンビア）
- クォウテモック（メキシコ）
- ダルモジェジイ（ポーランド）
- サグレス（ポルトガル）
- デワルチ（インドネシア）
- ジフン（香港）

## イベントスケジュール
|                                                                                        | 行事 | 開催場所                                                       | 備考 |
| -------------------------------------------------------------------------------------- | --- | -------------------------------------------------------------- | --- |
| 10月22日 10:00～14:00                                                                  | ウェルカム・トールシップ、メモリアル・レガッタ 帆船イルミネーション                                                             | 泉南沖 阪南港沖                                                | |
| 10月23日 10:00～13:00 13:00～14:50 13:30～15:00 10:00～12:00 15:00～17:00 17:30～19:30 | 大阪湾帆走パレード 大阪湾入港パレード 帆船着岸（入港歓迎式） 水上ショー 陸上イベント 花火大会                                   | 阪南港沖～大阪港大関門 大阪港大関門～各帆船係留所 大阪南港一帯 | パレードの帆船の順番は 日本丸・エスメラルダ・グロ リア・デワルチ・クォウテモッ ク・ダルモジェジイ・サグレス ・ジフン・シナーラ・海王丸 |
| 10月24日12:00～12:30                                                                   | 乗組員陸上パレード、帆船一般公開開始                                                                                            | 北区中之島、大阪南港                                           | 帆船一般公開は31日まで 時間帯は下記のとおり 9:30～11:30 14:00～16:30                                                                   |
| 10月26日10:00～17:00                                                                   | 乗組員サッカー大会 | 長居陸上競技場                                                 | |
| 10月27日 10月28日 10月29日 10月30日 10月31日 11月1日                                   | 日本丸出港 海王丸出港 エスメラルダ・ジフン出港 グロリア・ダルモジェジイ出港 シナーラ・クォウテモック出港 デワルチ・サグレス出港 | 大阪南港                                                       | |

※セイルドリル（操帆訓練）は10月25日から10月27日まで
　各国ナショナルデーは10月24日チリ・香港、25日コロンビア・ポルトガル、26日インドネシア・ポーランド、27日日本・メキシコ
　文化物産展示は主に北浜三越百貨店
　帆船イルミネーションは31日まで
　写真展は大阪城天守閣

## エピソード
- 大阪世界帆船まつり'83のシンボルマークであるエンブレムは全国各地の一般応募の2000点以上から入選作品をもとに白い帆と舵輪のイメージを組み合わせて帆船をシンボル化したものである[12][13]。
- 歴史作家の司馬遼太郎は著書『街道をゆく-南蛮のみちⅡ-』においてポルトガルの帆船サグレス号が大阪港に入港するにあたり、リスボンで目撃したその帆船を再び大阪港で見て、かつての16世紀の日本の大阪に来航していたポルトガル船をも連想させて涙ぐむ気持ちを覚えたと述べた[14]。
- 香港の帆船ジフン（志風）号の46名の乗組員の中で37名は主婦やOL等のほとんどが航海初心者の女性であり、当時「紅一点のギャル帆船」として話題を呼んだ[15][16][17]。
- この帆船まつりのイベントの成功が大阪市のかつて保有した帆船あこがれや日本初のトレーニング帆船海星（英語版）の建造のきっかけとなり[18]、その際に特に先述の香港の帆船ジフン(志風)号の運営を参考にしたといわれる[17][19][20][21]。
- 参加した帆船の船首像はなにわの海の時空館に展示されていた[22][23]。